# Eleanor de Viseu
Eleanor de Viseu (portugheză Leonor de Viseu; n. 2 mai 1458 – d. 17 noiembrie 1525) a fost infantă portugheză și mai târziu regină consort a Portugaliei.
Pentru a o distinge de alte infante cu același nume, ea este de obicei cunoscută sub numele de Eleanor de Viseu (după titlul tatălui ei) sau Eleanor de Lancaster (Lancaster, un nume folosit de unii membri ai familiei regale portugheze după străbunica ei, regina Filipa de Lancaster). În Portugalia, ea este cunoscută ca Rainha Dona Leonor. Ea este considerată una dintre cele mai notabile regine consort portugheze. A fost a doua și una dintre singurele două regine consort ale Portugaliei care nu au fost prințese străine.

## Familie
Eleanor a fost fiica Infantelui Fernando, Duce de Viseu și a celei de-a doua soții, Beatrice a Portugaliei. Bunicii materni au fost Infante João al Portugaliei și Isabella de Braganza.
Sora Eleonorei, Isabella de Viseu, s-a căsătorit cu Fernando al II-lea de Braganza, care mai târziu a fost acuzat de trădare și executat de soțul Eleonorei, regele Ioan al II-lea al Portugaliei. Fratele mai mare al Eleonorei, Diogo, Duce de Viseu, a fost implicat, de asemenea, în activități pe care Ioan al II-lea le-a considerat trădătoare și a fost executat de însuși rege. Fratele ei cel mic i-a succedat lui Ioan al II-lea ca rege sub numele Manuel I al Portugaliei.

## Căsătorie
Eleanor s-a căsătorit cu Ioan, Prinț al Portugaliei la 22 ianuarie 1470. Mireasa avea 12 ani iar mirele 15. Soțul ei era singurul fiu care supraviețuise al regelui Afonso al V-lea al Portugaliei și a Isabelei de Coimbra și moștenitor al tronului portughez. Eleanor și Ioan au petrecut mult timp din copilăria lor împreună și erau buni prieteni.

## Regină consort
La 28 august 1481, socrul Eleonorei a murit, soțul ei a devenit regele Ioan al II-lea al Portugaliei iar ea regină consort. Ea a fondat orașul Caldas da Rainha care a fost numit în onoarea ei ("rainha" înseamnă "regină" în portugheză).
Eleanor și Ioan al II-lea au supraviețuit amândoi fiilor lor. Eleanor s-a opus dorinței soțului ei de a-l recunoaște pe fiul său nelegitim drept moștenitor al tronului și a făcut apel la Papă, care de partea ei și a fratelui ei Manuel, l-a recunoscut ca moștenitor al soțului ei.
Ioan al II-lea a murit la 25 octombrie 1495; ipoteza de otrăvire nu a fost niciodată exclusă.
După ce fratele ei Manuel I a succedat la tron în 1495, Eleanor s-a mutat la palatul Xabregas, unde a fost gazda curții regale și a continuat să fie activă social. Pentru o scurtă perioadă între 1500 și 1502, cum fratele  Eleonorei nu avea copii, Eleanor a fost moștenitoarea tronului. Cum ea nu avea copii, a refuzat să depună jurământul în calitate de moștenitor în favoarea sorei ei Isabella.
Eleanor a fondat spitalele de Todos Santos și Rossio de Lisboa, considerate cele mai bune de Europa contemporană. De asemenea, ea a fondat mănăstirea Madre de Deus (1509), considerată o mare lucrare arhitecturală, unde și-a petrecut mare parte din ultimii ei ani, îmbrăcată ca o călugăriță. 
1. ↑  IdRef, accesat în 22 mai 2020